# Fleuriste artificiel

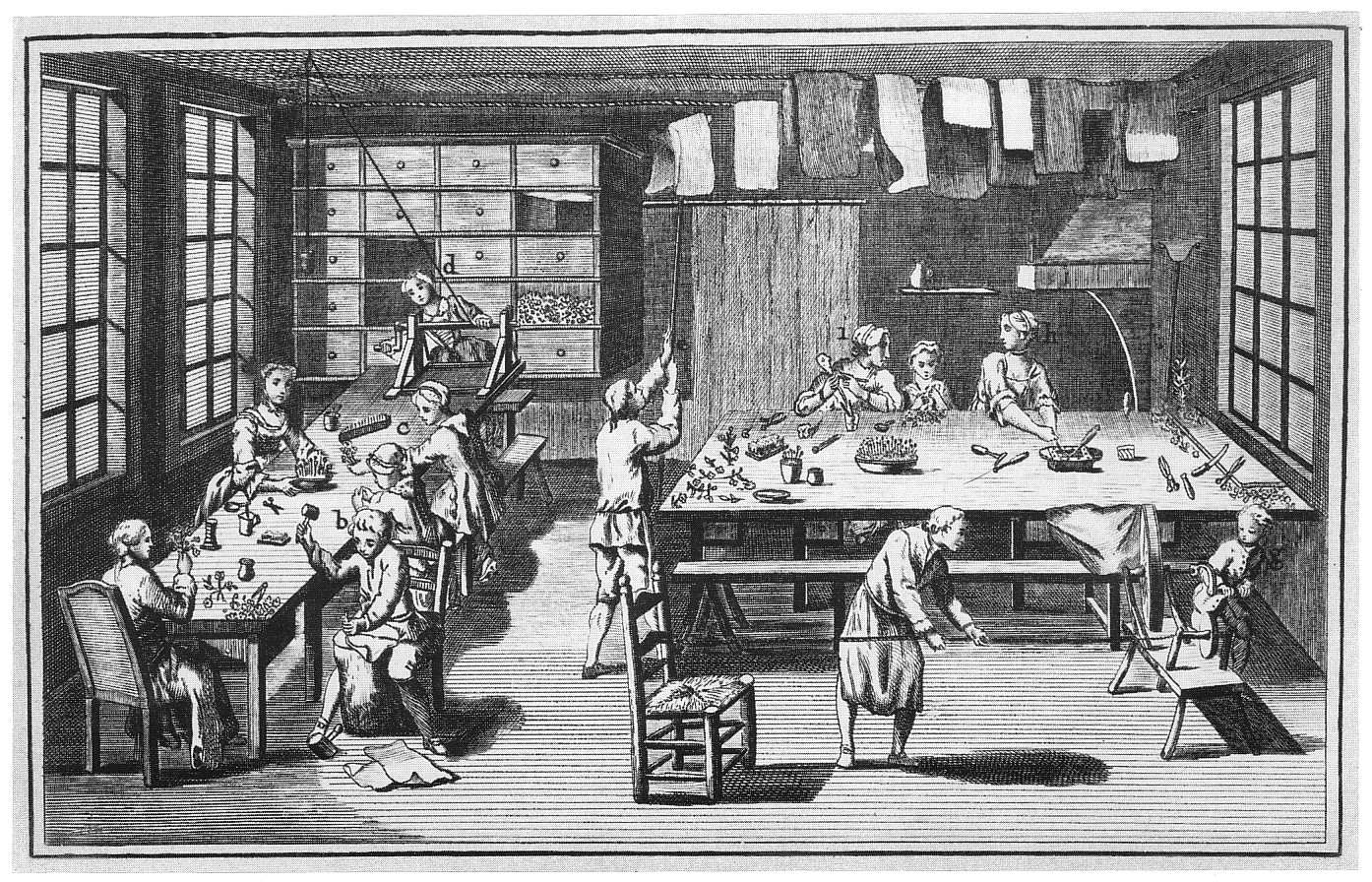
1765, Atelier de fabrication de fleurs en papier

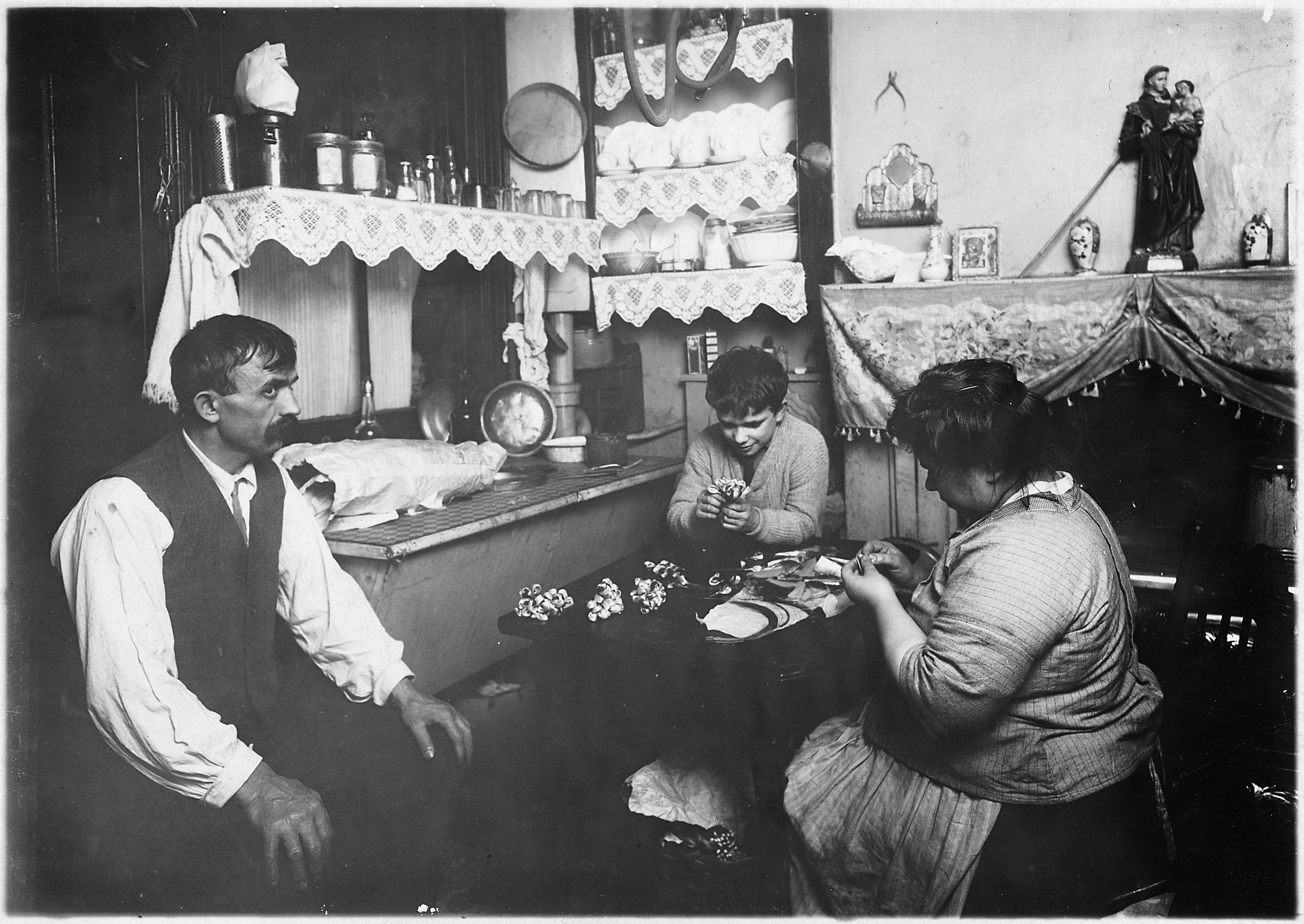
1912, Une famille fabriquant des fleurs artificielles en soie, à New York

Un fleuriste artificiel est un fleuriste qui fait ou vend des fleurs artificielles. Il confectionne des fleurs d'après nature en tissu, papier, matière organique animale ou tous autres matériaux divers et vend les produits confectionnés. Les bouquets faits de plumes sont l'œuvre des plumassiers tandis que ceux formés d'émaux sont réalisés par des émailleurs.

## Histoire
D'abord appelés bouquetiers-décorateurs, les fabricants de fleurs artificielles prennent le nom de fleuriste à la fin du XVIIIe siècle. Ils ne se sont jamais constitués en communauté. Il faut attendre l'année 1738 pour que les imitations des fleurs procurent l'illusion d'une véritable fleur. D'après l'Encyclopédie, un certain Séguin, venu de Mende et installé à Paris vers 1738, réalise de réels progrès dans la confection de ces fleurs avec du parchemin, du papier, du fil de fer et de cocons de vers à soie. Les produits de son art sont alors destinés dans un premier temps à décorer les tables. Dès 1775, un fleuriste artificiel dénommé Beaulard est resté célèbre pour avoir présenté à Marie-Antoinette un bouton de rose qui s'épanouit en sa présence. T.-J. Wenzel obtient ensuite les faveurs de la reine. Il publie un volume en 1790, dans lequel il propose d'établir à Paris une manufacture de « végétaux artificiels » où 2 000 femmes auraient trouvé une occupation lucrative. Wenzel réussit surtout auprès des dames de la cour et consent à leur donner des leçons. On compte parmi ses élèves la comtesse de Genlis qui se serait distinguée par la délicatesse de ses bleuets, coquelicots, myosotis et marguerites.
La profession se développe particulièrement sous la Restauration (1814-1830), époque à laquelle il n'est pas concevable pour une femme de bon ton de se rendre à un bal sans fleur sur sa robe et dans sa coiffure ou pour un élégant sans fleur à la boutonnière. Les modistes pouvaient également produire leurs propres fleurs. Les coiffeurs se livraient chez ses fabricants de fleurs artificielles pour agrémenter leur coiffure. À cette même époque, la confection de fleurs artificielles est aussi un passe-temps auquel s'adonnent toutes les familles au salon pendant les longues soirées d'hiver. L. de Laëre, professeur de fleurs artificielles de la seconde moitié du XIXe siècle propose dans La fleuriste des salons sa méthode de fabrication aux dames éloignées de Paris qui ne peuvent prendre ses leçons. Cet ouvrage démontre à quel point cette activité était importante à l'époque.
À partir de 1850, environ 6 000 ouvriers et petites mains produisent des fleurs artificielles. Les maisons se spécialisent dans la confection de feuillages, de petites fleurs, de pistils…
Aujourd'hui, des maisons de fleuristes artificiels travaillent pour de prestigieuses maisons de couture.

## Atelier et outils utilisés dans la confection des fleurs artificielles sous la Restauration
L'atelier doit être suffisamment vaste et bien éclairé et convenablement chauffé par un poêle en hiver. Les ouvrières se placent autour d'une table  à plusieurs tiroirs et recouverte d'une toile cirée afin d'y placer les diverses parties de fleurs préparées en quantité telles que les pétales, les petites tiges, les étoiles ou petites corolles et les feuilles.
Un porte-tringles ou porte-fleurs se trouve au milieu de cette table. On y accroche sur de légères tringles de fer, par le bout de la tige recourbée, les parties à mesure qu'on les prépare. Ces porte-tringles prennent trois formes différentes : à crochets, à bout arrondi ou totalement rond.
Le fleuriste artificiel utilise également des plombs ou porte-bobines. Il s'agit du même instrument utilisé par les tisserands pour faire tourner librement les fils. 
- Le suspensoir
- La sébile à sable
- La boite à bobine
- La pince ou brucelles
- Les châssis à apprêter
- Les emporte-pièce
- Le billot et le plateau de plomb
- Les marteaux
- Les mandrins à gaufrer
- Les pelotes
- Les gaufroirs
- La broche à gaufroir
- La presse
- Les petits instruments divers : les instruments à couleurs, les godets, les molettes et les marbres, les pinceaux, les éponges et les brosses.

## Fleurs réalisées

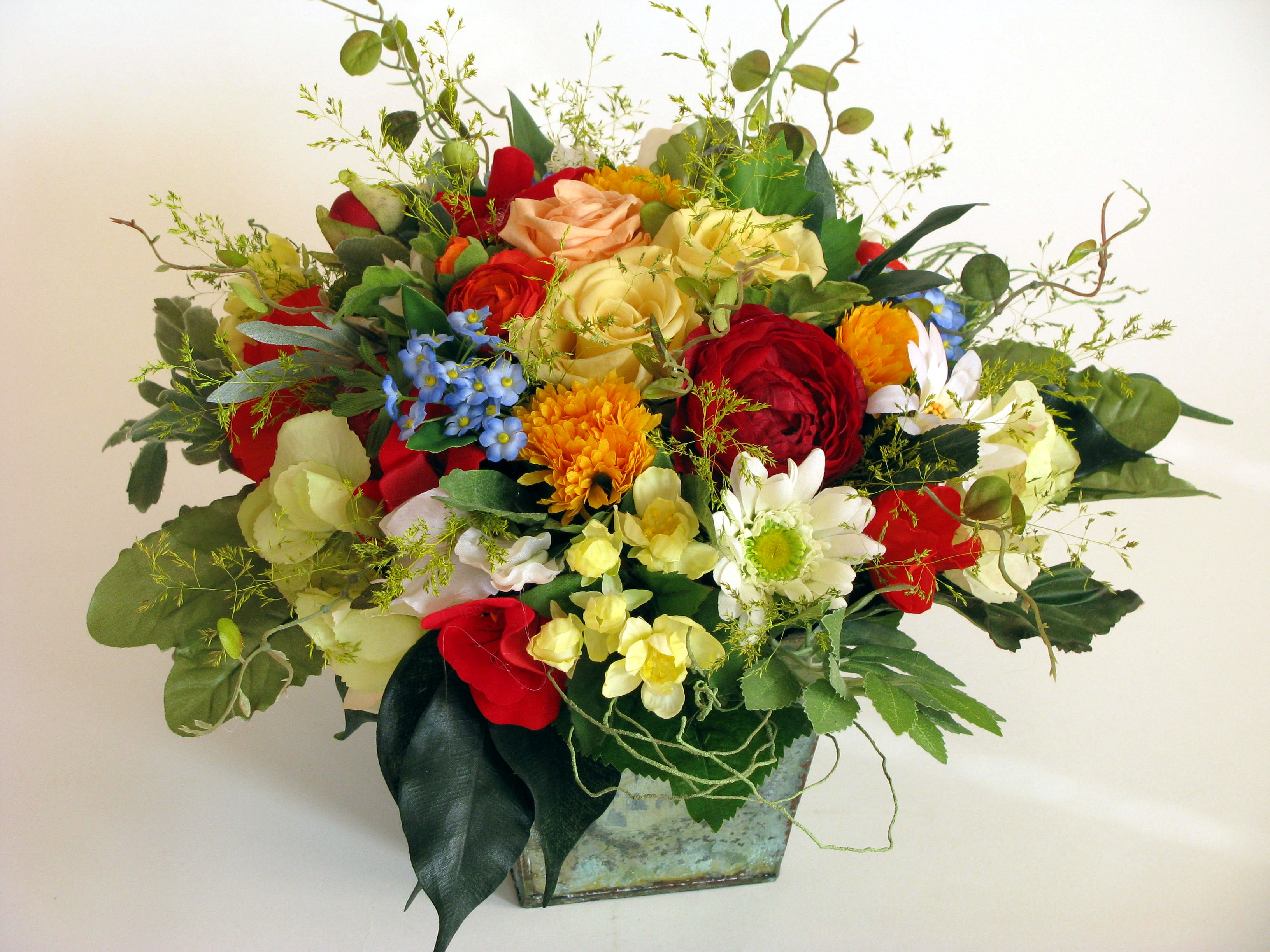
Bouquet de fleurs artificielles en soie

Les roses (à cent feuilles, pommée, noisette, bengale, pompon, églantine), les œillets (œillets flamands), marguerites, pâquerettes blanches, pieds d'alouette, renoncules, jacinthes, pavots frisés, pavots chinois, pavots boules, pivoines, roses trémières, coquelicots, camélias, verveine, boutons d'or, hortensias, boules de neige, violettes (double, simple, de Parme), adonides-goutte de sang, dahlias, myosotis ou pensez à moi, aubépine, marronnier, jasmin, lierre, liserons, tulipes, lis, laurier, lilas, muguet, clématites, fleurs d'oranger, grenades, narcisses, bleuets, primevères de Chine, mères de famille ou pâquerettes de champs.

### Papier

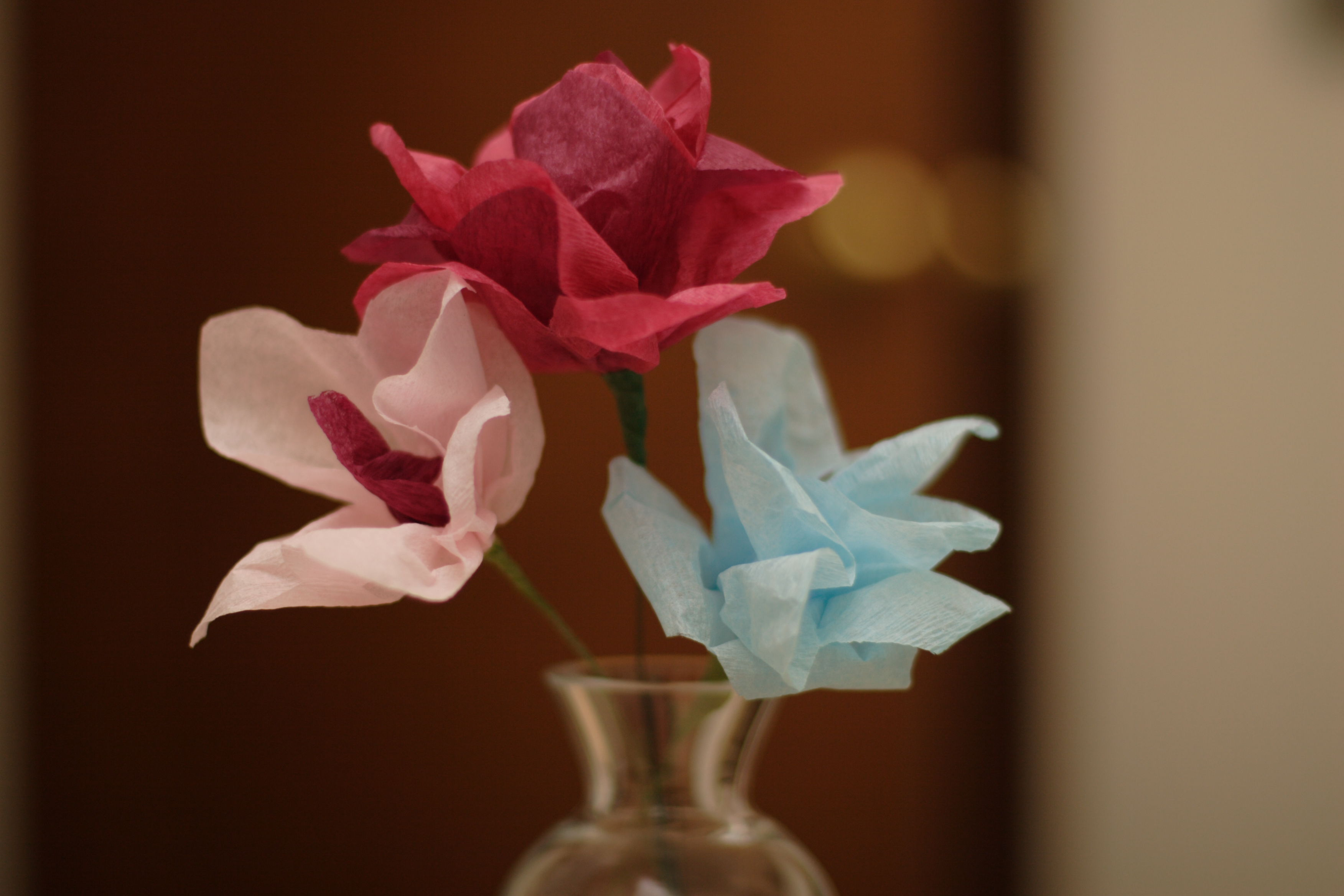
Fleurs artificielles en papier

## Matériaux employés

### Fanon de baleine
Leur première apparition daterait de l'Exposition des produits de l'industrie de 1829. Elles sont réalisées grâce à l'habileté de M. Achille de la Bernardière. Ces fleurs auraient été si ressemblantes aux fleurs naturelles que le jury n'aurait pas su reconnaître les vraies des fausses. Dans la foulée de son succès, M. Achille de la Bernardière crée une manufacture en pleine activité en 1854. Pour la réalisation de ces fleurs, il prépare les fanons de baleine et les décolore. Puis il divise le fanon de baleine en feuilles légères à l'aide d'un rabot de menuisier. Ce matériau permet d'imiter parfaitement les fleurs blanches tel que le lis. Il permet de produire des fleurs qui s'altèrent beaucoup moins rapidement que les fleurs réalisées en taffetas et ce pour un moindre coût.

### Cire
On voit pour la première fois des fleurs en cire moulée à l'Exposition des produits de l'industrie de 1823. Elles sont encore perfectionnées à l'Exposition de 1827. On utilise ce matériau pour réaliser des fleurs de petite taille telles que le myosotis ou les oreilles d'ours. La cire a, en effet, tendance à alourdir la réalisation des fleurs plus grosses. Elles sont élaborées à partir de la technique en creux perdu. On colore les différentes parties de ces fleurs au pinceau. Mesdames Louis se sont distinguées par la réalisation d'une multitude de fleurs de cire, « des modèles de la plus rare beauté ».

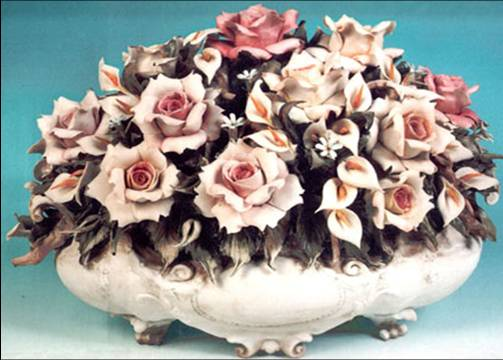
Fleurs artificielles en céramique

## Fleuristes artificiels célèbres
- La comtesse Honorine de Bauvan, séparée de son mari, le comte Octave de Bauvan, fabrique des fleurs artificielles pour assurer sa subsistance, dans Honorine [4], une nouvelle de la Comédie humaine de Balzac.
- Madame Nattier, fleuriste artificiel de la duchesse de Berry.
- Madame Joséphine-Virginie Bouilly de Laëre qui a reçu pas moins de neuf médailles aux différentes expositions d'horticulture et de l'industrie dans la seconde moitié du dix-neuvième siècle.
- L'atelier Légeron qui vendait des pistils, des graines et des feuillages en 1880.
- La maison Lemarié qui travaille notamment pour la maison de couture Chanel.